# Syrisk Ortodoxa Ungdomsförbundet
Syrisk Ortodoxa Ungdomsförbundet (SOUF) inom Syrisk-ortodoxa ärkestiftet i Skandinavien är en ungdomsorganisation som genom årliga läger, föreläsningar, seminarier, resor och annat samlar stiftets barn och ungdomar kring ärkebiskop Mor Youhanon Lahdo , som har tjänat som ärkebiskop i stiftet sedan 2023.
För närvarande har Syrisk Ortodoxa Ungdomsförbundet omkring 3 700 medlemmar fördelade i 21 lokalföreningar och uppbär ekonomiska medel från Myndigheten för ungdoms- och civilsamhällesfrågor (MUCF). Syrisk Ortodoxa Ungdomsförbundet samarbetar med studieförbundet Bilda, Sankt Ignatios Andliga Akademi och Botkyrka folkhögskola, och har relationer med andra syrisk-ortodoxa stift världen över. Två anställda konsulenter arbetar tillsammans med Syrisk Ortodoxa Ungdomsförbundets riksstyrelse och lokala styrelser för kyrkans liv och tillväxt.

## Historia
Syrisk Ortodoxa Ungdomsförbundet bildades år 2002, då under namnet Ungdomsinitiativet (UI), till följd av att man tyckte att Syrisk-ortodoxa ärkestiftet i Skandinavien saknade en organiserad ungdomsverksamhet. 6 år tidigare hade den Syrisk-ortodoxa kyrkan i Sverige delats upp i två stift och samma år hade det andra stiftet, Patriarkaliska ställföreträdarskapet för Syrisk-ortodoxa kyrkan i Sverige, en ungdomsorganisation (Syrisk Ortodoxa Kyrkans Ungdomsförbund grundat 1996) under sig.
Den 25 oktober 2013 beslutade Ungdomsinitiativets lokalföreningar att byta namn till Syrisk Ortodoxa Ungdomsförbundet inom ärkestiftet av Sverige och Skandinavien, förkortat SOUF. Beslutet togs för att det nya namnet ansågs tydliggöra organisationens identitet och kyrkotillhörighet.

## Arbete för kristna iMellanöstern

### Gränsen är dragen
I efterdyningarna av Irakkriget försämrades situationen för minoriteterna i landet. Så även för de kristna minoriteterna. Många irakiska kristna flydde till Sverige. SOUF inledde därför ett samarbete med den prisbelönte journalisten Nuri Kino, som tillsammans med sin amerikanske kollega David Kushner skrev en spänningsroman som genomlyser konsekvenserna av kriget i Irak. Boken, "Gränsen är dragen", släpptes den 21 september 2010.
SOUF sålde boken bland ärkestiftets medlemmar och köpte för pengarna kläder och annat för att tillgodose kristna irakiska flyktingars grundläggande behov. SOUF:s dåvarande ordförande Robert Ablahad sa: "Vi vill visa flyktingarna att vi bryr oss, att vi är med dem. Samtidigt slipper hundratals, förhoppningsvis tusentals människor i Sverige få huvudvärk över att de inte vet vad de ska köpa för julklapp, eller för att de inte har tid att ge sig ut på stan och handla. Här får de en bra julklapp att ge bort, en jättespännande och viktig bok, och så gör de en insats för irakiska flyktingar."

### Välgörenhetsgala
I december 2012 firade SOUF sitt 10-årsjubileum genom att arrangera en välgörenhetsgala till förmån för kristna i Syrien och flyktingar därifrån. 660 000 kr samlades sammanlagt in under välgörenhetsprojektet. På galan var TV stationen Assyria TV på plats för att filma och intervjua, och klipp från galan sändes på kanalens nyhetsprogram "Assyria News" den 9 december. Även satellit-TV kanalen Suroyo TV var på galan och filmade.

### Mellan Taggtråden
Författaren och journalisten Nuri Kino har sedan Syriska inbördeskriget startade rest runt i Syriens grannländer och intervjuat syriska flyktingar. Under juldagarna 2012 reste Kino tillsammans med dåvarande SOUF ordförande Ninson Ibrahim och konsulent Isa Isa ner till Libanon för att hjälpa syriska kristna som hade tagit sin tillflykt dit. Vittnesmålen från Kinos resor är samlade i rapporten "Mellan taggtråden" / "Between the barbed wire".

## SOUF i media

### Granskning iKaliber
På sommaren 2010 hamnade SOUF i blickfånget när Sveriges radio P1:s program Kaliber granskade 16 religiösa organisationer som får bidrag från Myndigheten för ungdoms- och civilsamhällesfrågor (MUCF). SOUF, tillsammans med Sveriges unga katoliker, Pingst ung, Sveriges unga muslimer och EFK UNG, uttryckte uppfattningen att homosexuella handlingar är synd. Utifrån Kalibers reportage inledde MUCF en utredning om diskriminering på grund av sexuell läggning förekom i SOUF och de andra organisationerna. Efter samtal med styrelser och granskning av studiematerial och webbplatser drog MUCF:s utredning slutsatsen att diskriminering på grund av sexuell läggning inte förekom i SOUF eller de andra organisationerna.

### Debattartikel iSvenska Dagbladet
Den 2 september 2013 publicerade Svenska Dagbladet en debattartikel om de kristna minoriteternas situation i det Syriska inbördeskriget. Artikeln skrevs av SOUF tillsammans med Syrisk Ortodoxa Kyrkans Ungdomsförbund, Sveriges unga katoliker och Kristi Uppståndelses Ortodoxa församling av Antiokias grekisk-ortodoxa patriarkat.

## SOUF Suryoyo Center

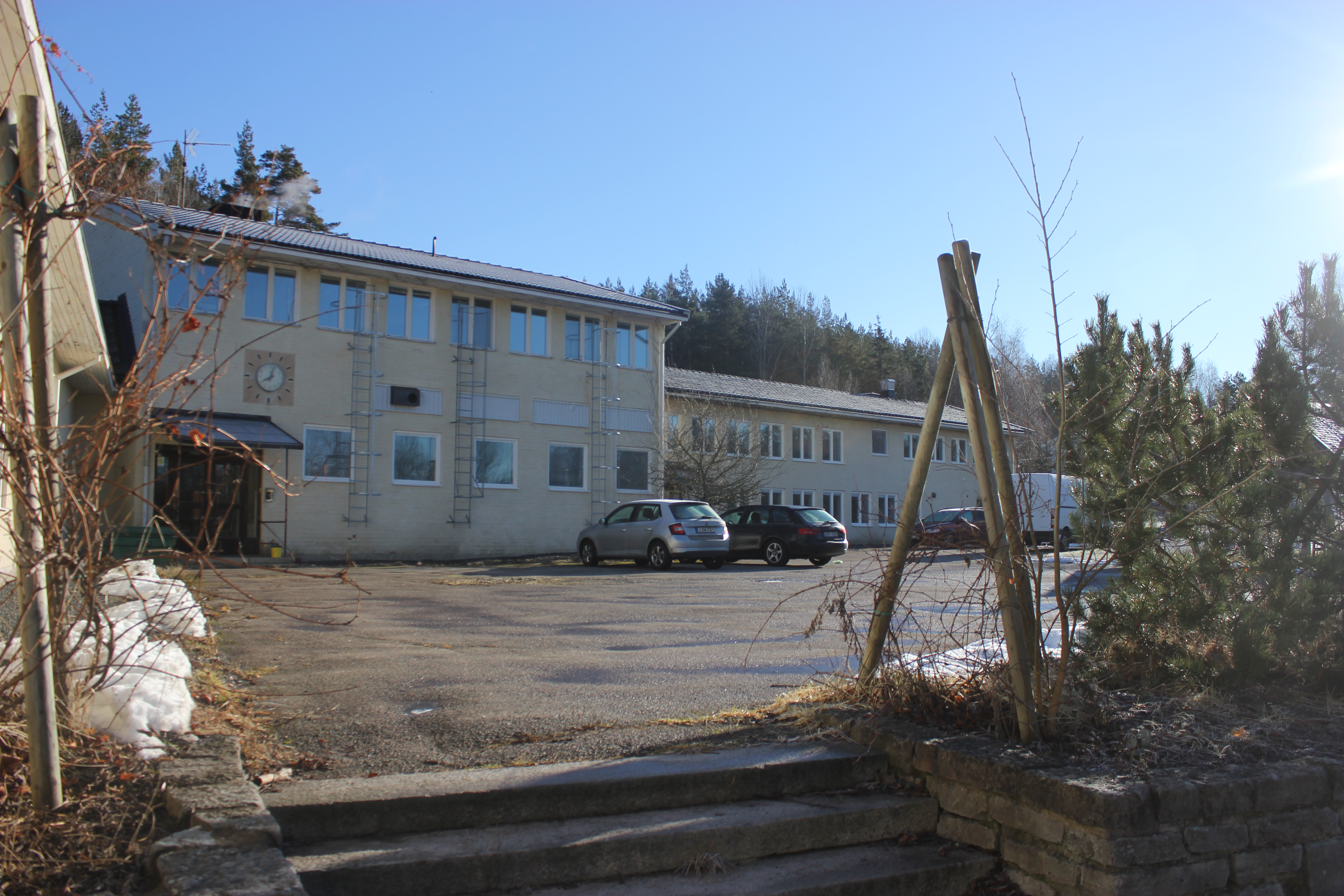
SOUF Suryoyo Center i Katrineholms kommun.

Efter nästan tre års letande köpte SOUF den 28 december 2016 en nerlagd skola i Flodafors i Katrineholms kommun. SOUF:s huvudvision med köpet var att syrisk-ortodoxa barn och ungdomar i Sverige ska ha en gemensam plats med syrisk-ortodox profil för läger, seminarier, temadagar och annat. Fastigheten döptes till SOUF Suryoyo Center under centrets invigning den 11 mars 2017.

## Publikationer
- Fälth, Johan; Sunal, Andreas; m.fl. (2014). Lilla Bönboken. SOUF. ISBN 9789198201208